# Platon Rossetos
Platon Rossetos (griechisch Πλάτων Ρωσσέτος, auch Ρωσέτος, * 1896; † 6. Oktober 1944 in Aronas) war ein griechischer Brauer und Getränkehersteller aus Ostthrakien. Er war von 1937 bis 1938 Bürgermeister von Katerini.

## Leben
Platon Rossetos stammte aus Ostthrakien und war ein Flüchtling. Er arbeitete sein ganzes Leben lang als Getränkehersteller und -verkäufer. 1937 wurde er vom Volk zum Bürgermeister von Katerini gewählt, jedoch vom griechischen Diktator Ioannis Metaxas (griechisch Ιωάννης Μεταξάς) entlassen. Im Februar 1938 wurde er zum Präsidenten des Brüderlichen Sanatoriums von Petra gewählt.

## Tod
Während der Besetzung wurde Rossetos zusammen mit vielen anderen festgenommen und inhaftiert. Der führende Journalist seiner Zeit in der Pieria, Savvas Kantartzis (griechisch Σάββας Κανταρτζής), der in seinen Memoiren den tragischen Tod von Rossetos schilderte, hatte ihn im Gefängnis besucht, um dessen Verteidigung vor Gericht vorzubereiten. 
Rossetos wurde im Alter von 48 Jahren von den Partisanen der ELAS zusammen mit anderen 49 Personen in Aronas hingerichtet. Zusammen mit ihm wurden auch Zivilisten hingerichtet. Die Pieria war eine der seltenen Regionen, in denen Hinrichtungen durch Partisanen der ELAS stattfanden.
| Personendaten    | Personendaten                                   |
| ---------------- | ----------------------------------------------- |
| NAME             | Rossetos, Platon                                |
| KURZBESCHREIBUNG | griechischer Brauer, Bürgermeister von Katerini |
| GEBURTSDATUM     | 1896                                            |
| STERBEDATUM      | 6. Oktober 1944                                 |
| STERBEORT        | Aronas                                          |